# Žiar nad Hronom
Žiar nad Hronom (maďarsky Garamszentkereszt, německy Heiligenkreuz, do roku 1955 Svätý Kríž nad Hronom) je slovenské průmyslové okresní město v Banskobystrickém kraji na břehu řeky Hron. Žije v něm přibližně 17 tisíc obyvatel.

## Historie
Počátky historie města jsou spjaty s lužickou a halštatskou kulturou.

## Přírodní poměry
Město Žiar nad Hronom se nachází v Banskobystrickém kraji. Velká část města se rozprostírá na pravé straně řeky Hron. Obklopeno je Kremnickými a Štiavnickými vrchy a pohořím Vtáčnik. 

## Městské části
- Městská část: Šášovské Podhradie
- Ostatní části: Centrum I, Centrum II, Etapa, IBV, Medzi vodami, Pod Vŕšky

## Sport
- FK Žiar nad Hronom – bývalý fotbalový klub
- FK Pohronie – fotbalový klub vzniklý v roce 2012 fúzí klubů TJ Sokol Dolná Ždaňa a FK Žiar nad Hronom.[6][7][8]

## Pamětihodnosti
- Šášovský hrad byl postaven roku 1253. Dodnes se z něj dochovaly ruiny. K hradu vede naučná stezka začínající u železniční stanice v Žiaru nad Hronom. Již několik let běží snaha o zakonzervování hradu a také obnovení jeho částí. [9]
- Renesančně-barokní zámek, postavený v roce 1631, sloužil v letech 1783–1941 jako sídlo banskobystrických biskupů.[10] Jedním z nich byl i Dr. Štefan Moyses, na jehož počest je umístěna na budově památná tabule. V současné době zámek slouží jako sídlo obchodní akademie. [11]
- Pomníky věnované významným slovenským osobnostem: Štefanu Moyzesovi, Michalovi Chrástekovi, Ladislavu Exnárovi a Karolu Dúbravkému.
- Kaple Navštívení Panny Marie
- Kostel Povýšení svatého Kříže
- Štola na těžbu okru

## Partnerská města
- Svitavy, Česko